# Goiás (città)
Goiás (conosciuta anche col nome di Goiás Velho) è un comune del Brasile nello Stato del Goiás, parte della mesoregione del Noroeste Goiano e della microregione di Rio Vermelho.

## Geografia
Goiás sorge lungo le rive del Rio Vermelho e dista circa 150 chilometri da Goiânia, capitale dello Stato, e circa 300 chilometri da Brasilia, capitale federale del Brasile.

## Storia
La città è stata fondata nel 1727 col nome del Goiás Velho, un omaggio agli indios Goyaz, che abitavano la regione prima dell'arrivo degli europei. Il fondatore era l'esploratore Bartolomeu Bueno da Silva, detto 'Anhangüera', e in tempi coloniali la città venne detta Vila Boa (che in portoghese significa "buona città").
Le costruzioni della città sono una esemplare testimonianza dei tempi della corsa all'oro. La storia della città è evidente in monumenti come il Museu das Bandeiras (del 1761), il Colégio Sant'Ana (fondato dai domenicani nel 1879), la chiesa di Nossa Senhora d'Abadia (costruita dagli schiavi nel 1790) e la Casa da Fundição, dove era conservato l'oro estratto dalle miniere (costruita nel 1752).
Goiás è stata fino al 1937 la capitale dello Stato omonimo e conserva molto del suo passato coloniale. In quell'anno il parlamento venne trasferito nella nuova città di Goiânia, che è tuttora la capitale dello Stato. Data la sua importanza storica, nel 2001 Goiás è stata inserita nell'elenco dei Patrimoni dell'umanità dell'UNESCO.

## Monumenti e luoghi d'interesse
- Cattedrale di Sant'Anna
- Chiesa di Nostra Signora della Buona Morte
- Palazzo Conte dos Arcos
- Chiesa di San Francesco
- Chiesa di Nostra Signora di Abadia
- Chiesa della Madonna del Carmelo
- Chiesa di Santa Barbara

## Società

### Religione
La cittadina è sede della diocesi di Goiás, istituita nel 1745 è suffraganea dell'arcidiocesi di Goiânia.

## Cultura

### Istruzione

#### Musei
- Museo delle Bandiere
- Museo Casa Coralina

## Galleria d'immagini

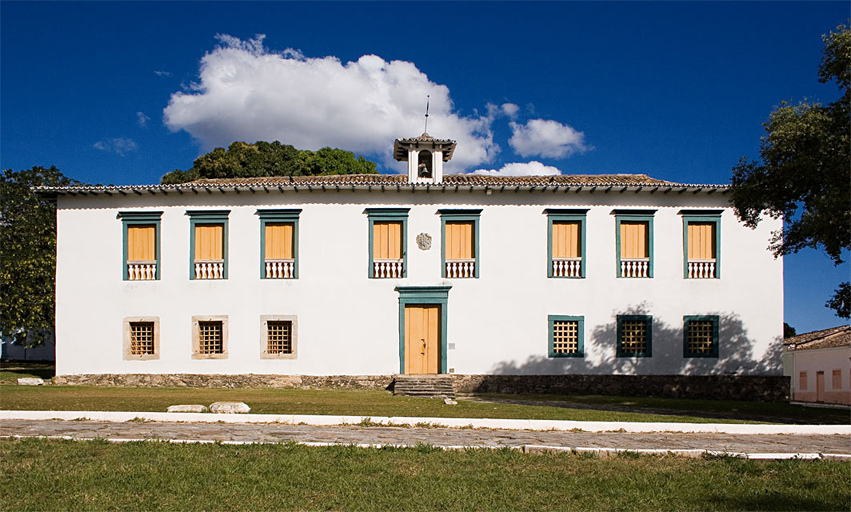
Antiga Casa da Câmara e Cadeia, atual MuBan
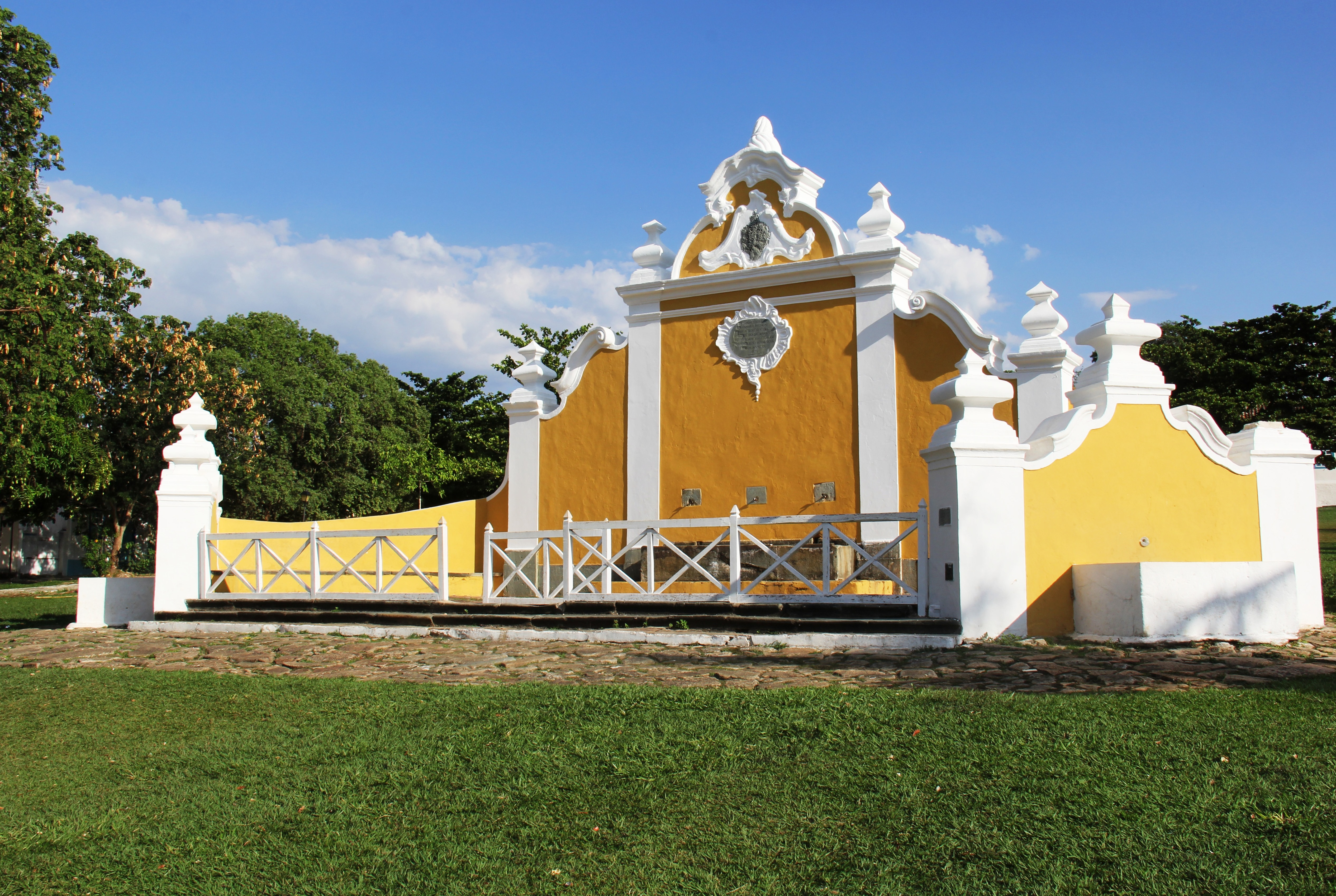
Chafariz de Cauda
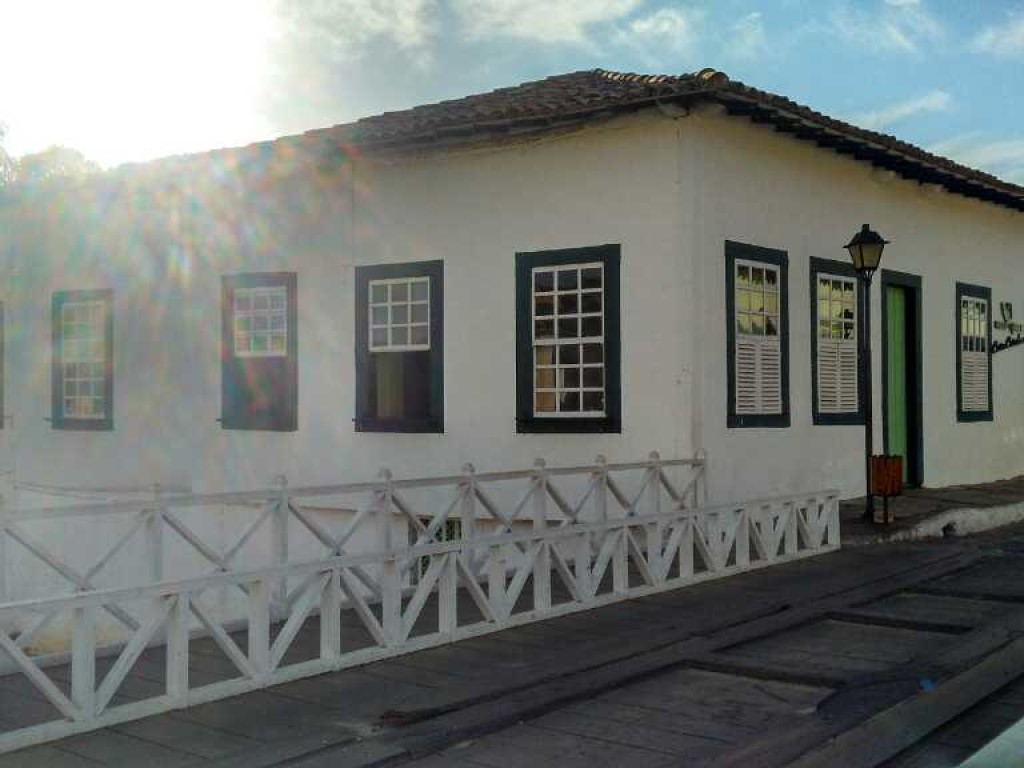
Casa de Cora Coralina
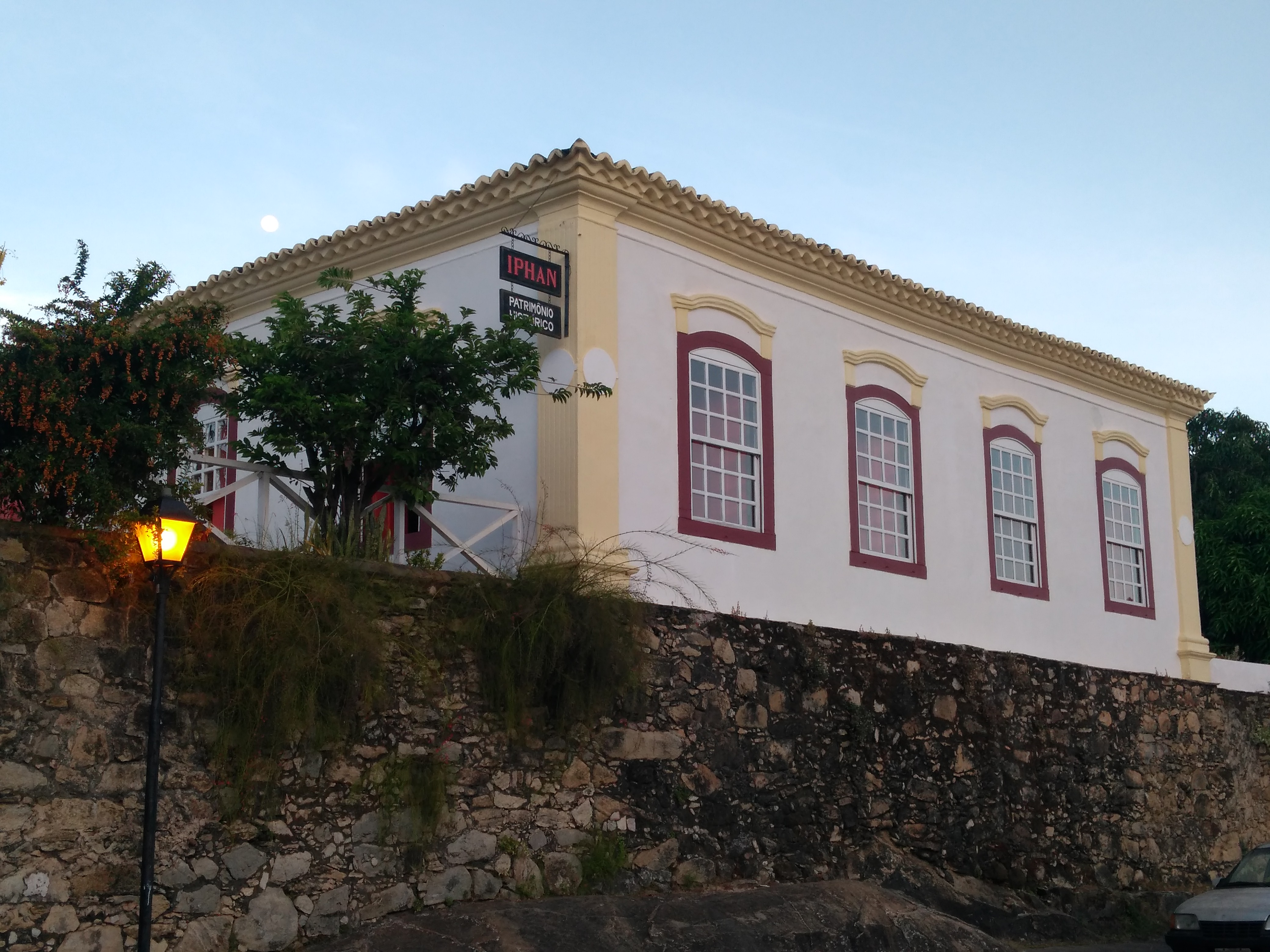
Casa do Bispo
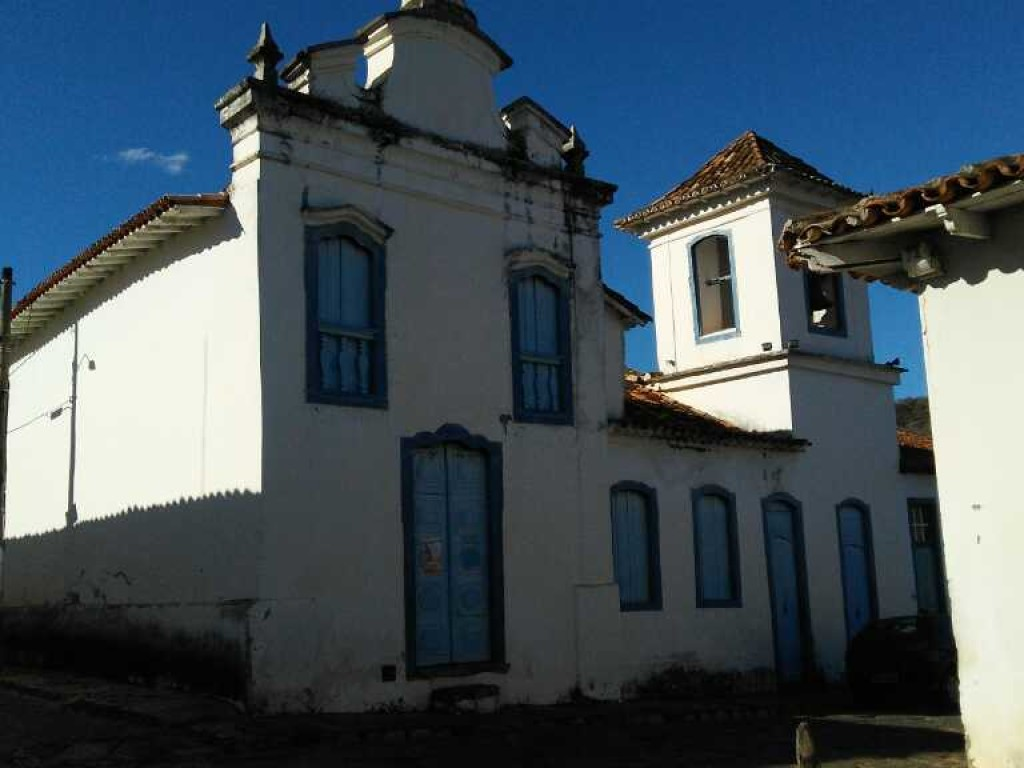
Igreja de Nossa Senhora d'Abadia
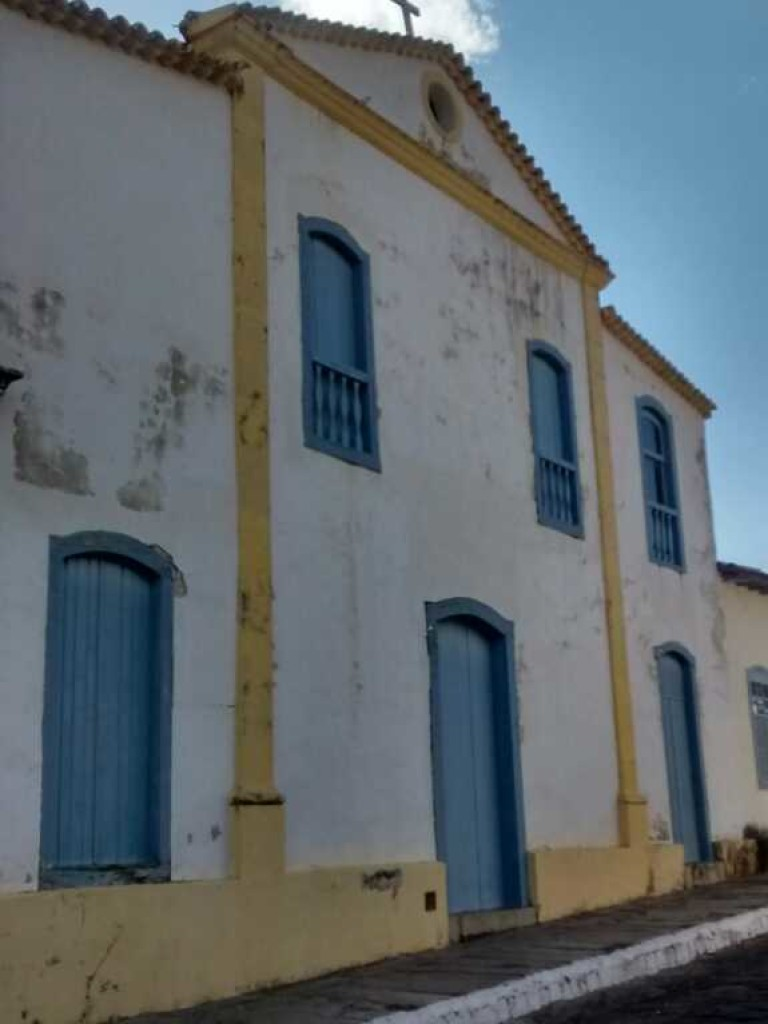
Igreja de Nossa Senhora do Carmo
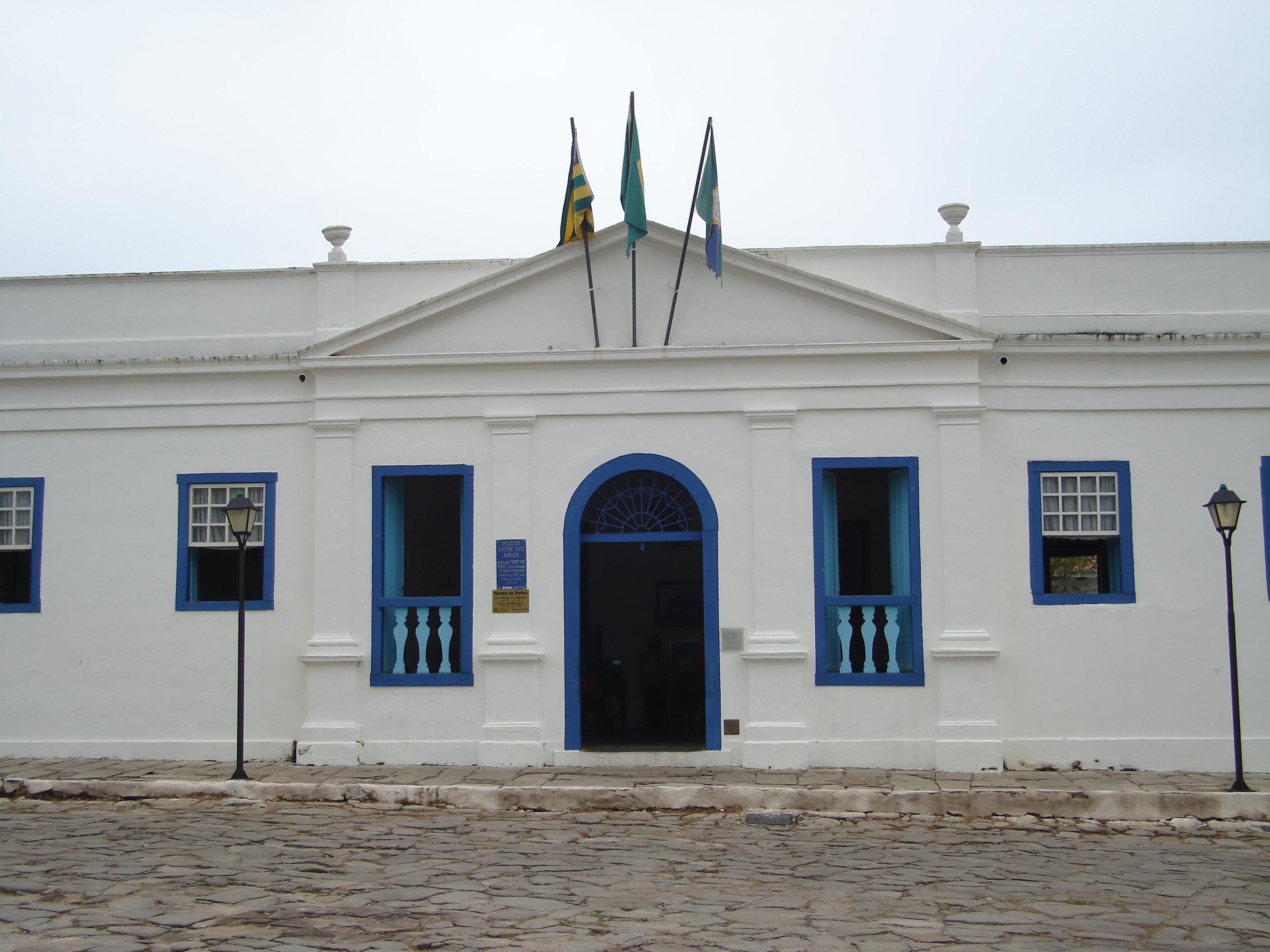
Palácio do Conde dos Arcos
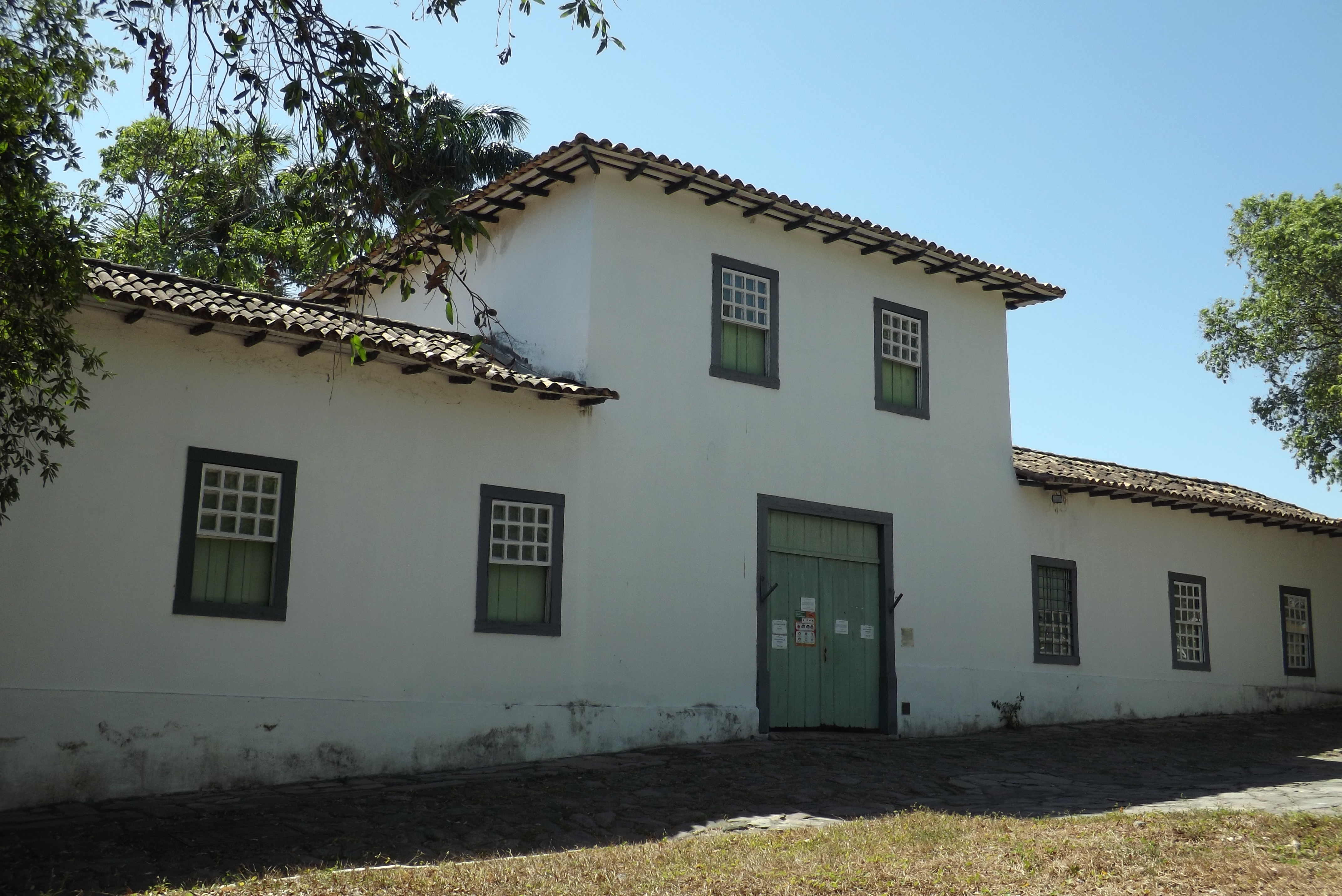
Quartel do XX